# 1982年航空
此條目列出1982年發生有關航空運輸的事件。

## 事件

### 2月
- 2月19日：波音757進行首飛。

### 4月
- 4月3日：空中巴士A310進行首飛。

### 7月
- 7月：甘肅省敦煌市敦煌莫高國際機場啟用。

### 8月
- 8月5日：山東省青島市青島流亭國際機場啟用。